# Amber Smith
Amber Lee Smith (n. 2 martie 1971, Tampa, Florida) este o actriță și fotomodel american.

## Filmografie
| Film        | Film                           | Film                  | Film                                         |
| An          | Film                           | Rol                   | Note                                         |
| ----------- | ------------------------------ | --------------------- | -------------------------------------------- |
| 1996        | Faithful                       | Debbie                |                                              |
| 1996        | The Funeral                    | Bridgette             |                                              |
| 1996        | The Mirror Has Two Faces       | Felicia on video      |                                              |
| 1997        | Laws of Deception              | Elise Talbot          |                                              |
| 1997        | Lowball                        | Paula                 |                                              |
| 1997        | Sleeping Together              | Cathy                 |                                              |
| 1997        | Red Shoe Diaries 7: Burning Up | Alia                  | Segment: "Runway"                            |
| 1997        | Private Parts                  | Julie                 |                                              |
| 1997        | L.A. Confidential              | Susan Lefferts        |                                              |
| 1997        | Def Jam's How to Be a Player   | Amber                 |                                              |
| 1998        | Mars                           | Sheila                |                                              |
| 1999        | American Beauty                | Christy Kane          |                                              |
| 2000        | Deception                      | Vanessa Rio           |                                              |
| 2000        | The Midnight Hour              | Alex                  | Aka In the Midnight Hour sau Tell Me No Lies |
| 2000        | Dirk and Betty                 | Beautiful Canyon Girl |                                              |
| 2001        | Reasonable Doubt               | Charlie               | Aka Crime Scene sau The Baptist              |
| 2001        | Tomcats                        | Gorgeous Redhead      |                                              |
| 2001        | How High                       | Professor Garr        |                                              |
| 2002        | New Suit                       | Jennifer              |                                              |
| 2003        | Dead End                       | Lady in White         |                                              |
| Televiziune |                                |                       |                                              |
| An          | Titlu                          | Rol                   | Note                                         |
| 1992        | Inferno                        |                       | Film de televiziune                          |
| 1993–1995   | Red Shoe Diaries               | The Model             | 2 episoade                                   |
| 1997        | Head Over Heels                | Rachel                | 1 episod                                     |
| 1997        | Friends                        | Maria the Gym Lady    | Episodul "The One with the Ballroom Dancing" |
| 1998        | The Rat Pack                   | Broad at casino       | Film TV                                      |
| 1998        | V.I.P.                         | Davina                | Episod: "Beats Working at a Hot Dog Stand"   |
| 1998        | Pacific Blue                   | Diane Verne           | 1 episod                                     |
| 1999        | Silk Stalkings                 | Virginia              | 2 episoade                                   |
| 2007        | Sin City Diaries               | Angelica              | 13 episoade                                  |
| 2010        | Lingerie                       | Giovanna              | 13 episoade                                  |